# Ocean Ridge
Ocean Ridge est une municipalité ayant le statut de town située dans le comté de Palm Beach en Floride.

## Démographie
| 1940 | 1950 | 1960 | 1970  | 1980  | 1990  |
| ---- | ---- | ---- | ----- | ----- | ----- |
| 37   | 67   | 209  | 1 074 | 1 355 | 1 570 |

| 2000  | 2010  | - | - | - | - |
| ----- | ----- | - | - | - | - |
| 1 636 | 1 786 | - | - | - | - |

En 2000, sa population est de 1 636 habitants.

## Source de la traduction
- (en) Cet article est partiellement ou en totalité issu de l’article de Wikipédia en anglais intitulé « Ocean Ridge, Florida » (voir la liste des auteurs).